# Seiichi Miyake
Seiichi Miyake (三宅 精一, Miyake Seiichi, Kurashiki, 5 de fevereiro de 1926 — Okayama, 10 de julho de 1982) foi um engenheiro e inventor japonês mais conhecido por tornar acessível os pisos tácteis (ou "tijolos Tenji", "tijolos/blocos tácteis") para pessoas com deficiência visual na passadeira. O sistema de pavimento podotátil de Miyake foi introduzido pela primeira vez numa escola para invisuais na cidade de Okayama em março de 1967, e desde então foi adotado nos outros países.

## Biografia

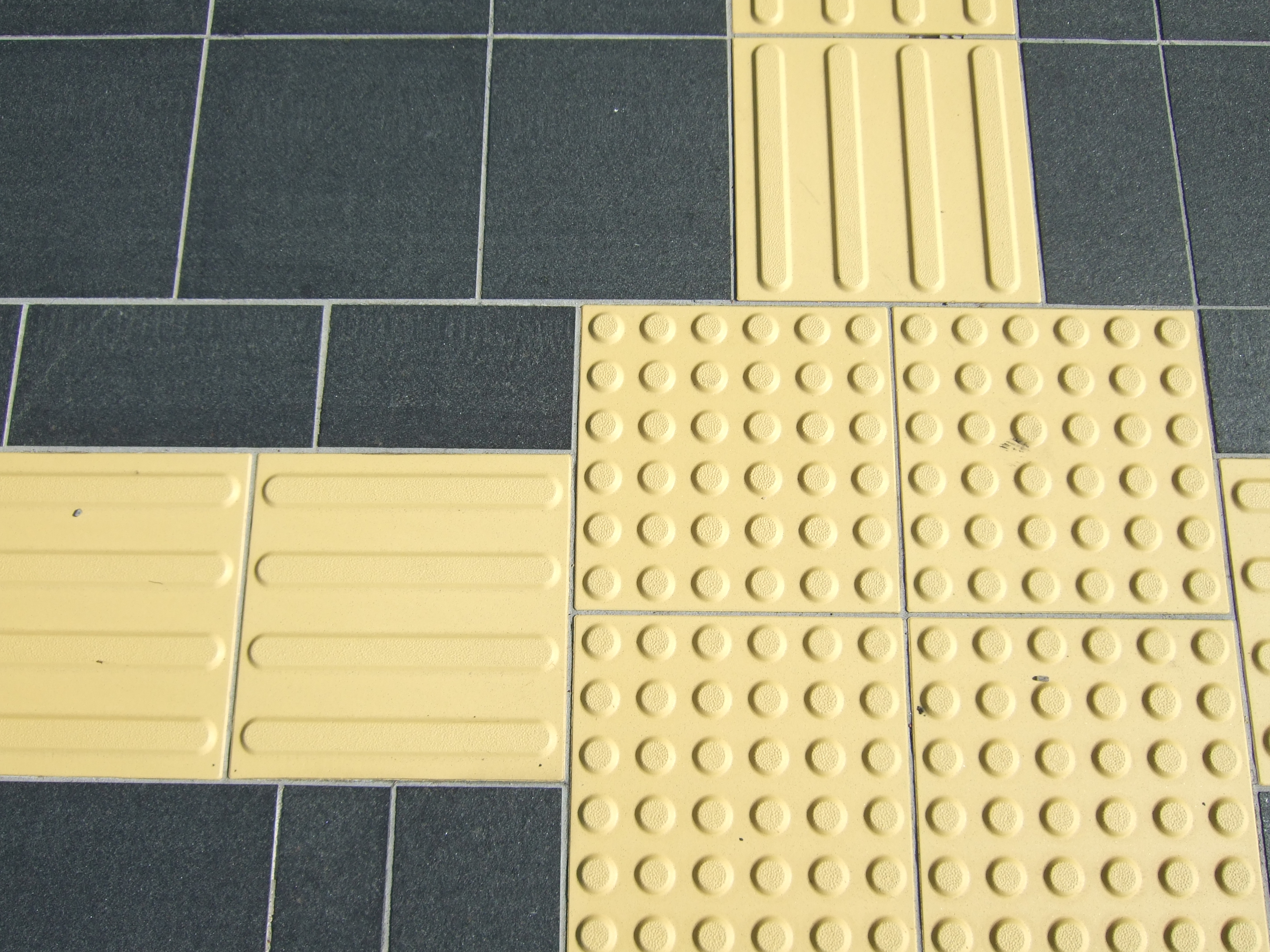
Pisos táteis com pontos e barras no Japão.

Seiichi Miyake nasceu a 5 de fevereiro de 1926 em Kurashiki, na província de Okayama. Em 1965, Seiichi Miyake usou seu próprio dinheiro para criar pisos tácteis, que têm padrões de formas elevadas nas suas superfícies e podem ser identificados pelo toque. Ele inventou os pisos para ajudar um amigo que havia perdido a visão. Estes padrões indicam condições de segurança ou riscos diferentes, como pontos em relevo ou bolhas que indicam "cuidado" ou tiras paralelas longas que indicam que pode "avançar com segurança". Eles também foram usados para identificar o limite entre a trilha e a estrada. Geralmente existem dois tipos predominantes, os tijolos com pontos e também com barras. O primeiro alerta aos invisuais acerca do perigo, enquanto as barras sugerem vias direcionais. No entanto, "os caminhos foram construídos de forma inconsistente", em diferentes épocas e lugares.
As superfícies do pavimento podotátil foram introduzidas pela primeira vez nas travessias de pedestres e ruas pelo engenheiro japonês Seiichi Miyake em 1965. Um padrão regular de cúpulas achatadas, cones ou bolhas foi introduzido na pavimentação à beira da calçada e da estrada.
Dois anos depois, a 18 de março de 1967, a cidade japonesa de Okayama tornou-se o primeiro lugar a instalar esta invenção para pessoas com deficiência visual. A cor brilhante dos tijolos é visível para pessoas com baixa visão e deficiências cognitivas.
Dez anos depois, graças aos benefícios de segurança e transporte, o uso de tijolos táteis tornou-se obrigatório nas Ferrovias Nacionais Japonesas. Em 1985 este sistema tornou-se obrigatório para uso mais amplo no Japão.
Em 2010, a Associação da Província de Okayama para Invisuais registou 18 de março como o Dia do Tijolo Tenji em parceria com a Associação de Aniversários do Japão. Um monumento em homenagem ao local de nascimento do tijolo Tenji foi criado no cruzamento de Harojima, no bairro de Naka, com o tema musical, "Shiawase no kiiroi michi" (Estrada Amarela da Felicidade).
A 18 de março de 2019, o Google Doodle da Google homenageou Seiichi Miyake criando uma curta-metragem de animação de uma pessoa com uma bengala branca a atravessar os pisos podotáteis.